# Мечеть Джамі в Андижані
Мечеть Джамі — соборна мечеть у місті Андижані, Узбекистан, найбільша у Ферганській долині. Зведена у 1870. Разом із медресе та мінаретом утворюють комплекс Джамі, який займає півтора гектари. Також на території комплексу знаходиться Музей літератури та мистецтва Андижанської області.
Будівля медресе довжиною 123 м звернена лицьовою стороною у напрямку Мекки. Спочатку будівля медресе мала П-подібну форму, але «крила» будівлі були зруйновані землетрусом 1902. Мечеть комплексу Джамі розташована у західній частині архітектурного ансамблю та має 26 арочних прольотів уздовж головного фасаду. Вона оточена з трьох боків айваном, на його колони нанесені візерунки, а стеля прикрашена розписами. Цегляний мінарет заввишки 32 м стоїть на восьмигранній основі, він є найвищою спорудою у всій Ферганській долині. До його вершини ведуть гвинтові сходи.